# Circunscripción electoral de Vizcaya

Circunscripción de Vizcaya
Cortes Generales* Congreso: 8 escaños (de 350)
- Senado: 4 senadores (de 266)Parlamento Vasco* 25 escaños (de 75)

Vizcaya es una de las 52 circunscripciones electorales españolas utilizadas como distritos electorales para el Congreso de los Diputados y el Senado, que son las Cámaras Baja y Alta del Parlamento español. Le corresponden 8 diputados y 4 senadores.
También es una de las 3 circunscripciones electorales del País Vasco para las elecciones autonómicas, en que elige 25 parlamentarios. Se corresponde con la provincia homónima.

## Ámbito de la circunscripción y sistema electoral
En virtud de los artículos 68.2 y 69.2 de la Constitución Española de 1978 los límites de la circunscripción debe ser los mismos que los de la provincia de Vizcaya, y en virtud del artículo 140, esto solo puede modificarse con la aprobación del Congreso de los Diputados. El voto es sobre la base de sufragio universal secreto. En virtud del artículo 12 de la constitución, la edad mínima para votar es de 18 años.
En el caso del Congreso de los Diputados, el sistema electoral utilizado es a través de una lista cerrada con representación proporcional y con escaños asignados usando el método D'Hondt. Solo las listas electorales con el 3 % o más de todos los votos válidos emitidos, incluidos los votos «en blanco», es decir, para «ninguna de las anteriores», se pueden considerar para la asignación de escaños. En el caso del Senado, el sistema electoral sigue el escrutinio mayoritario plurinominal. Se eligen cuatro senadores y los partidos pueden presentar un máximo de tres candidatos. Cada elector puede escoger hasta tres senadores, pertenezcan o no a la misma lista. Los cuatro candidatos más votados son elegidos.

## Parlamento Vasco

### Diputados obtenidos por partido (1980-2024)
|                        | Partido Nacionalista Vasco                      | EAJ-PNV  | 9  | 12 | 8  | 10 | 10 | 9  | 11c | 10c | 12 | 11 | 11 | 12 | 11 |
|                        | Eusko Alkartasuna                               | EA       |    |    | 3  | 2  | 2  | 1  | 1c  | 1c  | 0  | 6  | 5  | 6  | 8  |
|                        | Euskal Herria Bildu                             | EH Bildu |    |    |    |    |    |    |     |     |    | 6  | 5  | 6  | 8  |
|                        | Partido Socialista de Euskadi-Euskadiko Ezkerra | PSE-EE   | 3  | 6  | 6  | 5  | 4  | 5  | 4   | 6   | 8  | 5  | 3  | 3  | 4  |
|                        | Partido Popular del País Vasco                  | PP Vasco | 1a | 2a | 1  | 2  | 4  | 5  | 6   | 5   | 4  | 3  | 2  | 2e | 2  |
|                        | Ezker Anitza-Izquierda Unida                    | EzAn-IU  |    |    | 0  | 0  | 2  | 1  | 1   | 1   | 0  | 0  | 4  | 2  |    |
|                        | Elkarrekin Podemos                              | PODEMOS  |    |    |    |    |    |    |     |     |    |    | 4  | 2  |    |
| Partidos desaparecidos |                                                 |          |    |    |    |    |    |    |     |     |    |    |    |    |    |
|                        | Herri Batasuna                                  | HB       | 4  | 3  | 4  | 4  | 3  | 4b | 2b  |     |    |    |    |    |    |
|                        | Euskadiko Ezkerra                               | EE       | 1  | 2  | 3  | 2  |    |    |     |     |    |    |    |    |    |
|                        | Partido Comunista de las Tierras Vascas         | EHAK     |    |    |    |    |    |    |     | 2   |    |    |    |    |    |
|                        | Aralar                                          | ARALAR   |    |    |    |    |    |    |     | 0   | 1  | d  |    |    |    |
|                        | Partido Comunista de Euskadi                    | PCE-EPK  | 1  | 0  | 0  | 0  |    |    |     |     |    |    |    |    |    |
|                        | Unión de Centro Democrático                     | UCD      | 1  | 0  |    |    |    |    |     |     |    |    |    |    |    |
| Total                  | Total                                           | Total    | 20 | 25 | 25 | 25 | 25 | 25 | 25  | 25  | 25 | 25 | 25 | 25 | 25 |

a Los resultados corresponden a los de Coalición Popular: Alianza Popular-Partido Demócrata Popular-Unión Liberal (AP-PDP-UL).

b Los resultados corresponden a los de Euskal Herritarrok (EH).

c En 2001 y 2005, Euzko Alderdi Jeltzalea-Partido Nacionalista Vasco (EAJ-PNV) y Eusko Alkartasuna (EA) se presentaron en coalición.

d Dentro de la coalición Euskal Herria Bildu (EH Bildu).

e El Partido Popular del País Vasco se unió con Ciudadanos-Partido de la Ciudadanía en la coalición PP+Cs.

## Congreso de los Diputados

### Diputados obtenidos por partido (1977-2023)
| Candidatura            | Candidatura                 | 1977  | 1979 | 1982 | 1986 | 1989 | 1993 | 1996 | 2000 | 2004 | 2008 | 2011 | 2015 | 2016 | 2019 (I) | 2019 (II) | 2023 |
| ---------------------- | --------------------------- | ----- | ---- | ---- | ---- | ---- | ---- | ---- | ---- | ---- | ---- | ---- | ---- | ---- | -------- | --------- | ---- |
|                        | Partido Nacionalista Vasco  | 4     | 4    | 4    | 3    | 3    | 3    | 3    | 4    | 4    | 3    | 3    | 3    | 2    | 3        | 3         | 2    |
|                        | PSE-EE (PSOE)               | 3     | 2    | 4    | 3    | 2    | 3    | 2    | 2    | 3    | 4    | 2    | 1    | 1    | 2        | 2         | 2    |
|                        | Partido Popular             | 1*    | 0    | 1*   | 1*   | 1    | 2    | 2    | 3    | 2    | 1    | 1    | 1    | 1    | 0        | 1         | 1    |
|                        | Izquierda Unida-Ezker Batua |       |      |      | 0    | 0    | 0    | 1    | 0    | 0    | 0    | 0    | 0    | 0    | 2*       | 1*        | 1*   |
|                        | Podemos Euskadi             |       |      |      |      |      |      |      |      |      |      |      | 2    | 3    | 2*       | 1*        | 1*   |
|                        | Movimiento Sumar            |       |      |      |      |      |      |      |      |      |      |      |      |      |          |           | 1*   |
|                        | Eusko Alkartasuna           |       |      |      |      | 1    | 0    | 0    | 0    | 0    | 0    | 2    | 1    | 1    | 1        | 1         | 2    |
|                        | Euskal Herria Bildu         |       |      |      |      |      |      |      |      |      |      | 2    | 1    | 1    | 1        | 1         | 2    |
| Partidos desaparecidos |                             |       |      |      |      |      |      |      |      |      |      |      |      |      |          |           |      |
|                        | Herri Batasuna              |       | 2    | 1    | 2    | 2    | 1    | 1    | 0    |      |      |      |      |      |          |           |      |
|                        | Unión de Centro Democrático | 2     | 2    | 0    |      |      |      |      |      |      |      |      |      |      |          |           |      |
|                        | Euskadiko Ezkerra           | 0     | 0    | 0    | 1    | 1    | 0    |      |      |      |      |      |      |      |          |           |      |
| Total                  | Total                       | Total | 10   | 10   | 10   | 10   | 10   | 9    | 9    | 9    | 9    | 8    | 8    | 8    | 8        | 8         | 8    |

- En las elecciones generales de 1977, el Partido Popular se presentó como Alianza Popular (AP).
- En las elecciones generales de 1982, el Partido Popular se presentó como Alianza Popular-Partido Demócrata Popular (AP-PDP).
- En las elecciones generales de 1986, el Partido Popular se presentó como Coalición Popular (CP).
- En las elecciones generales de 2011, Euskal Herria Bildu (EH Bildu), y por ende Eusko Alkartasuna (EA), se presentó como Amaiur.
- Desde las elecciones generales de 2015 en adelante, Eusko Alkartasuna (EA) se presenta dentro de la coalición Euskal Herria Bildu (EH Bildu).
- En las elecciones generales de 2019, Podemos Euskadi e Izquierda Unida-Ezker Batua se presentaron en coalición como Elkarrekin Podemos.

### Diputados elegidos para la Legislatura Constituyente (1977-1979)
| Partidos y coaliciones | Votos   | %     | Escaños | Miembros electos |
| ---------------------- | ------- | ----- | ------- | --- |
| (PNV)                  | 171.991 | 30,92 | 4       | Juan Ajuriaguerra Ochandiano (1977-1978) (sustituto: Jesús María Elorriaga Zarandona) Iñigo Aguirre Querexeta Pedro María Sodupe Corcuera Marcos Vizcaya Retana |
| (PSE-PSOE)             | 140.643 | 25,28 | 3       | Nicolás Redondo Urbieta José María Benegas Hadad Eduardo López Albizu                                                                                           |
| (UCD)                  | 91.262  | 16,41 | 2       | Juan Echevarría Gangoiti Ricardo Echanove Tuero |
| (AP)                   | 36.934  | 6,64  | 1       | Pedro de Mendizábal Uriarte |

### Diputados elegidos para la I Legislatura (1979-1982)
| Partidos y coaliciones | Votos   | %     | Escaños | Miembros electos                                                                                   |
| ---------------------- | ------- | ----- | ------- | -------------------------------------------------------------------------------------------------- |
| (PNV)                  | 161.480 | 29,24 | 4       | Iñigo Aguirre Kerexeta Fernando Aristizábal Rekarte Marcos Vizcaya Retana Josu Elorriaga Zarandona |
| (PSE-PSOE)             | 105.481 | 19,10 | 2       | Nicolás Redondo Urbieta José María Benegas Hadad (1979-80) (sustituto: Eduardo López Albizu)       |
| (UCD)                  | 88.431  | 16,01 | 2       | Agustín Rodríguez Sahagún Julián Guimón Ugartechea                                                 |
| (HB)                   | 80.280  | 14,53 | 2       | Francisco Letamendía Belzunce Pedro Solabarría Bilbao                                              |

### Diputados elegidos para la II Legislatura (1982-1986)
| Partidos y coaliciones | Votos   | %     | Escaños | Miembros electos |
| ---------------------- | ------- | ----- | ------- | --- |
| (PNV)                  | 221.801 | 33,54 | 4       | Iñigo Aguirre Kerexeta (1982-1984) (sustituto: Joseba Mirena de Zubía Atxaerandio) Marcos Vizcaya Retana Jon Gangoiti Llaguno Ana Gorroño Arrizabalaga |
| (PSE-PSOE)             | 196.974 | 29,79 | 4       | Nicolás Redondo Urbieta Ricardo García Damborenea José Luis Corcuera Cuesta José de Gregorio Torres                                                    |
| (HB)                   | 87.100  | 13,17 | 1       | Pedro María Solabarría Bilbao |
| (AP-PDP-PDL-UCD)       | 79.866  | 12,08 | 1       | Julen Guimón Ugartechea |

### Diputados elegidos para la XIII Legislatura (2019-2019)
Artículo principal: XIII legislatura de España
| Partidos y coaliciones    | Votos   | %     | Escaños | Miembros electos                                                                 |
| ------------------------- | ------- | ----- | ------- | -------------------------------------------------------------------------------- |
| (EAJ-PNV)                 | 235.916 | 34,34 | 3       | Aitor Esteban Bravo Idoia Sagastizabal Unzetabarrenetxea Josune Gorospe Elezkano |
| (PSE-EE (PSOE))           | 136.547 | 19,88 | 2       | Patxi López Álvarez María Guijarro Ceballos                                      |
| (PODEMOS-IU-EQUO BERDEAK) | 121.740 | 17,72 | 2       | Roberto Uriarte Torrealday Miren Edurne Gorrochategui Azurmendi                  |
| (EH Bildu)                | 91.771  | 13,36 | 1       | Oskar Matute García de Jalón                                                     |

### Diputados elegidos para la XIV Legislatura (2019-2023)
Artículo principal: XIV legislatura de España
| Partidos y coaliciones | Votos   | %     | Escaños | Miembros electos                                                                 |
| ---------------------- | ------- | ----- | ------- | -------------------------------------------------------------------------------- |
| (EAJ-PNV)              | 221.171 | 35,27 | 3       | Aitor Esteban Bravo Idoia Sagastizabal Unzetabarrenetxea Josune Gorospe Elezkano |
| (PSE-EE (PSOE))        | 119.917 | 19,12 | 2       | Patxi López Álvarez María Guijarro Ceballos                                      |
| (PODEMOS-IU)           | 96.558  | 15,40 | 1       | Roberto Uriarte Torrealday                                                       |
| (EH Bildu)             | 94.377  | 15,05 | 1       | Oskar Matute García de Jalón                                                     |
| (PP)                   | 55.130  | 8,79  | 1       | Beatriz Álvarez Fanjul                                                           |

## Senado

### Senadores obtenidos por partido (1977-2023)
| Candidatura            | Candidatura                 | 1977 | 1979 | 1982 | 1986 | 1989 | 1993 | 1996 | 2000 | 2004 | 2008 | 2011 | 2015 | 2016 | 2019 (I) | 2019 (II) | 2023 |
| ---------------------- | --------------------------- | ---- | ---- | ---- | ---- | ---- | ---- | ---- | ---- | ---- | ---- | ---- | ---- | ---- | -------- | --------- | ---- |
|                        | Partido Nacionalista Vasco  | 2    | 3    | 3    | 3    | 3    | 3    | 3    | 3    | 3    | 1    | 3    | 3    | 3    | 3        | 3         | 3    |
|                        | PSE-EE (PSOE)               | 1    | 1    | 1    | 1    | 1    | 1    | 1    | 0    | 1    | 3    | 1    | 0    | 0    | 1        | 1         | 1    |
|                        | Podemos Euskadi             |      |      |      |      |      |      |      |      |      |      |      | 1    | 1*   | 0*       | 0*        | 0*   |
|                        | Partido Popular             | 0    | 0    | 0    | 0    | 0    | 0    | 0    | 1    | 0    | 0    | 0    | 0    | 0    | 0        | 0         | 0    |
| Partidos desaparecidos |                             |      |      |      |      |      |      |      |      |      |      |      |      |      |          |           |      |
|                        | Unión de Centro Democrático | 1    | 0    | 0    |      |      |      |      |      |      |      |      |      |      |          |           |      |
| Total                  | Total                       | 4    | 4    | 4    | 4    | 4    | 4    | 4    | 4    | 4    | 4    | 4    | 4    | 4    | 4        | 4         | 4    |

- En las elecciones generales de 1977, el Partido Popular se presentó como Alianza Popular (AP).
- En las elecciones generales de 1982, el Partido Popular se presentó como Alianza Popular-Partido Demócrata Popular (AP-PDP).
- En las elecciones generales de 1986, el Partido Popular se presentó como Coalición Popular (CP).
- En 2016 y 2019, Podemos, Izquierda Unida y Equo se presentaron en coalición como Unidos Podemos (2016) y Unidas Podemos (2019).
- En 2023, Podemos, Izquierda Unida y Equo se presentaron en coalición con Movimiento Sumar como Sumar.